# Loukino (raïon de Bogorodsk)
Loukino (en russe : Лукино) est un petit village de Russie dans le raïon (arrondissement) de Bogorodsk de l'oblast de Nijni Novgorod. Il dépend du conseil rural de Chapkino. Il comptait 287 habitants en 2010.

## Géographie
Le village de Loukino se trouve sur la rive droite de la rivière Koudma (un affluent de la Volga).

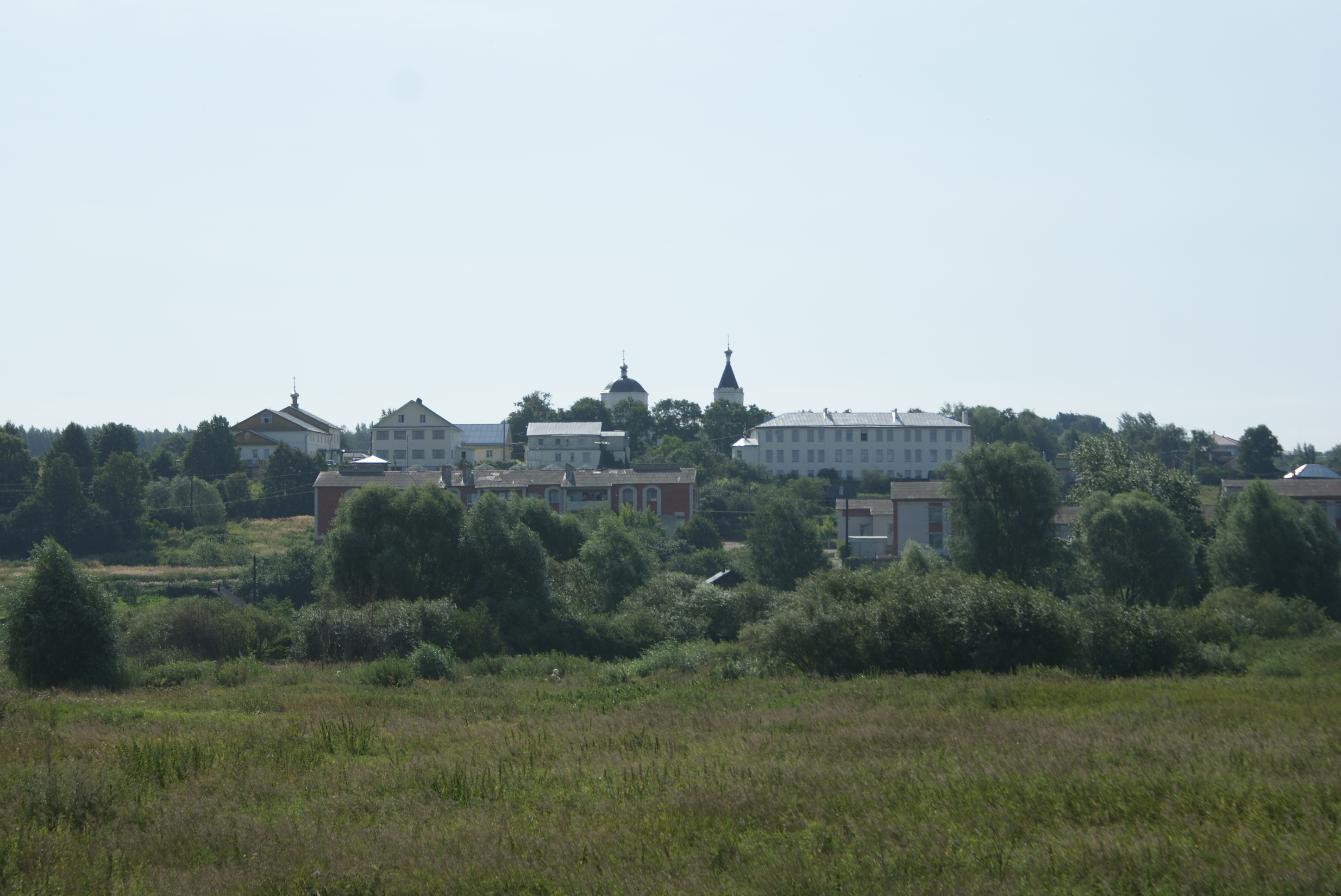
Vue du village
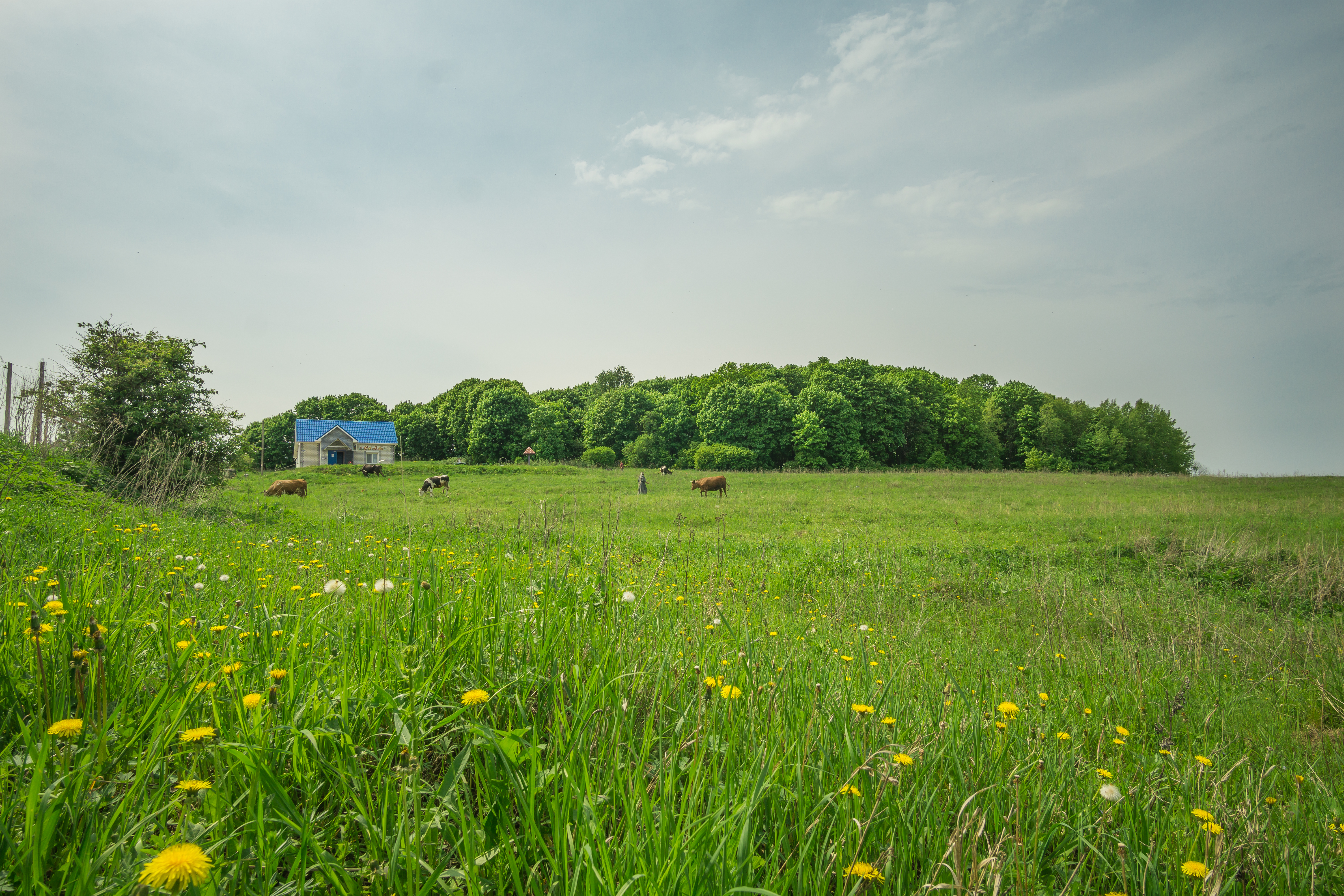
Loukino en mai

## Histoire
Le village est connu pour abriter le manoir des Oulybychev datant du début du XIXe siècle et inscrit au patrimoine culturel. Alexandre Oulybychev y est mort en 1858. Aujourd'hui, l'église du village abrite une petite communauté monastique féminine.

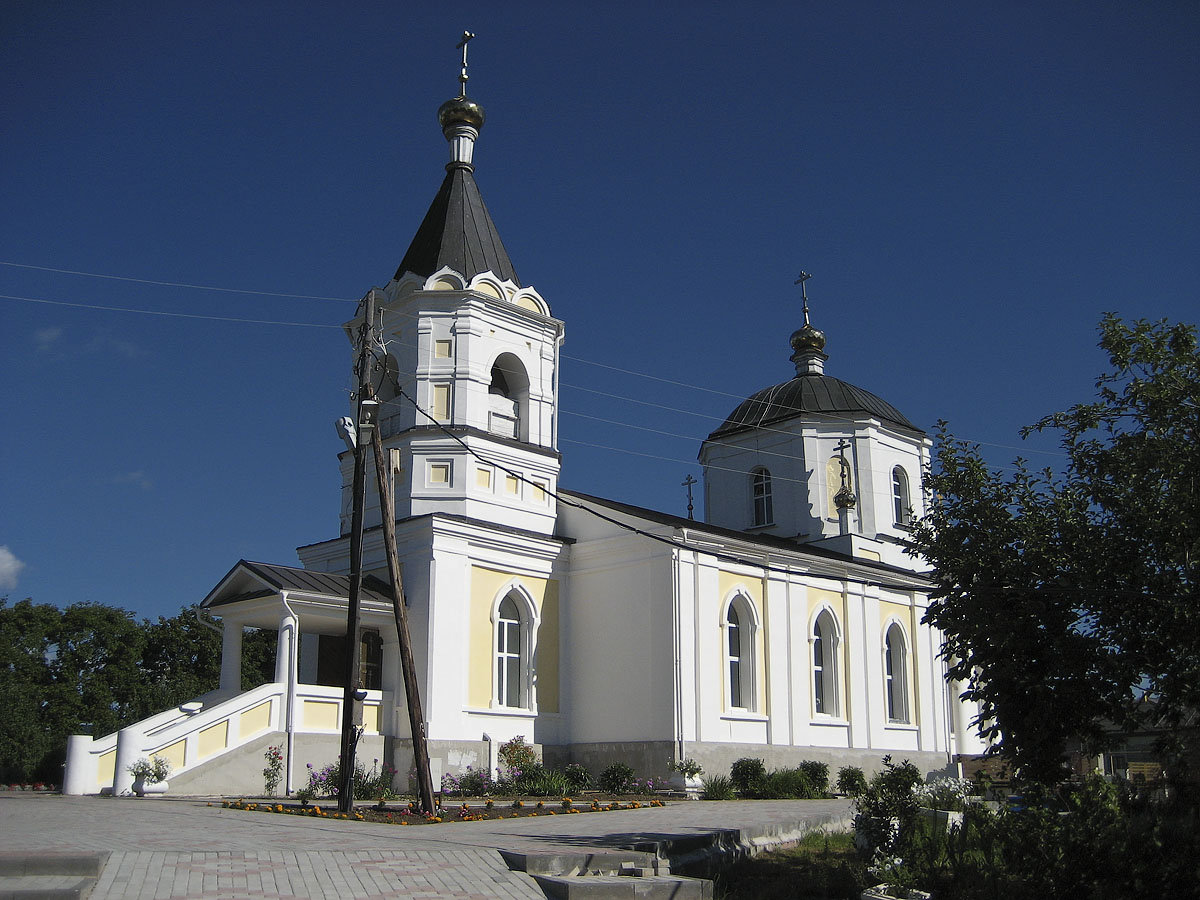
Église de l'Intercession-de-la-Vierge (1866)[3], dépendant de l'éparchie de Nijni Novgorod
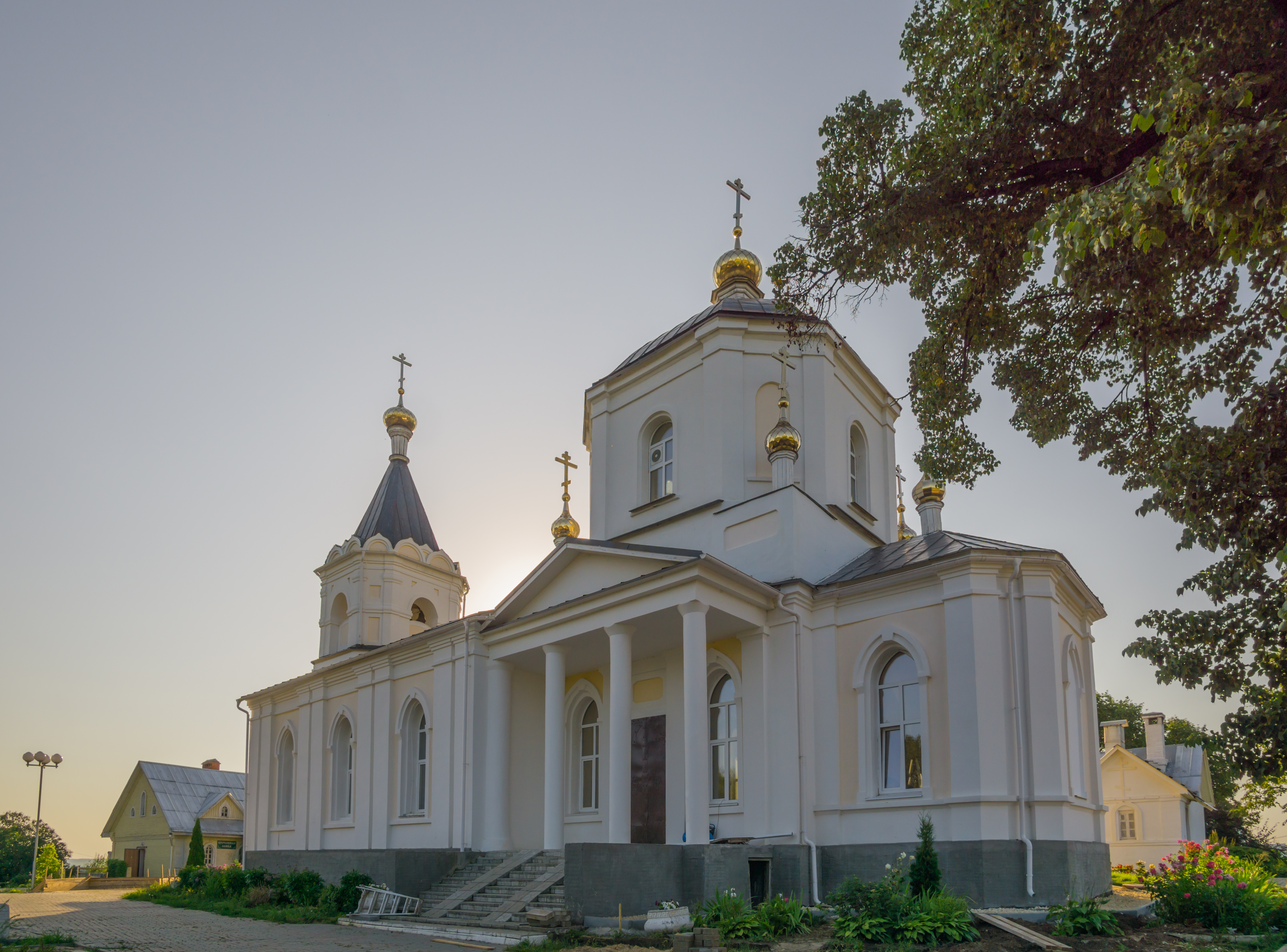
Église de Loukino
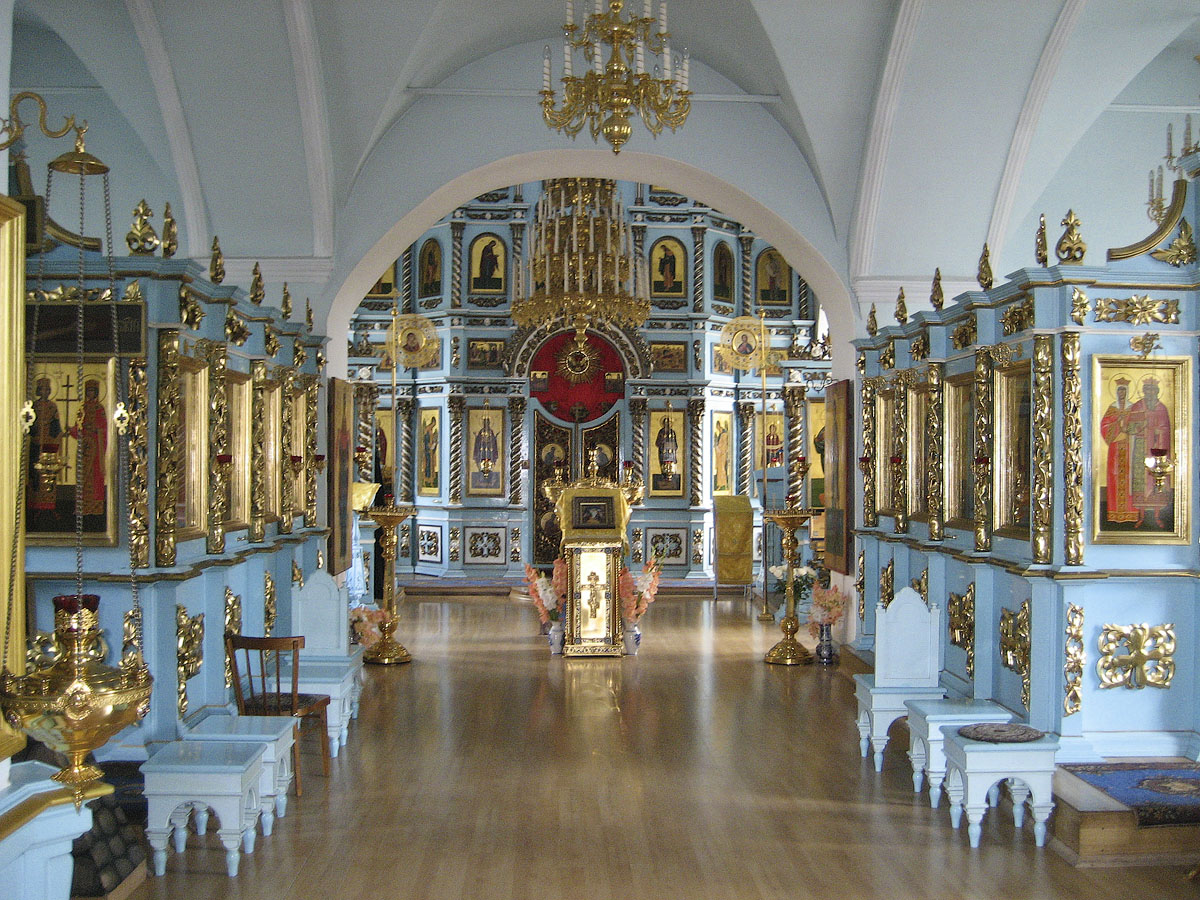
Intérieur de l'église de Loukino